# 신용 위험
신용 위험(信用危險, 영어: credit risk)이란 거래 대상자에게 대출을 하거나 거래 상대방의 채권을 구매한 후 거래 상대방의 신용도가 하락하거나 부도가 발생함으로써 생길 수 있는 위험을 말한다. 다시 말해 거래 상대방의 경영 상태 악화, 신용도 하락 또는 재무 불이행 등으로 손실이 발생할 위험으로 금융 기관 입장에서는 보유하고 있는 대출 자산이나 유가 증권 등으로부터 예상되는 현금 흐름이 계약대로 회수되지 않을 가능성을 의미한다.
특히 금융기관의 위험 관리라는 관점에서 보면 신용위험은 시장 위험(market risk), 유동성 위험, 운영 위험(operational risk), 법률 위험(legal risk), 평판 위험(reputational risk) 등과 더불어 금융 위험(financial risk) 중 하나이다.

## 넓은 의미의 신용 위험
좁은 의미의 신용위험인 "채무자의 계약 불이행 가능성"만 고려하는 것이 아니라 채무자의 신용이 떨어짐으로써 자산이나 계약의 사장 가치가 하락하여 발생하는 손실 위험도 신용위험에 포함될 수 있다. 은행업에서 신용 위험은 사실상 은행의 거의 모든 수익 창출 활동에 내재되어 있는 가장 중요한 채무 리스크이다. 오늘날은 금융기관이 정통적인 여신 업무 외에도 은행간 거래, 국제 무역, 금융 파생 상품에 대한 투자 등로 인해 신용위험의 범위는 점점 커지고 있다.

## 국제결제은행의 신용 위험
국제결제은행(Bank for International Settlements)는 신용위험을 "차입자가 통상 약정된 조건에 따라 채무를 이행할 수 없게 될 가능성"이라고 정의한다.

## 신용 위험 관리의 중요성
지금까지 수많은 은행들이 경영상의 어려움을 겪어 왔다. 대부분 거래 상대방에 대한 부실한 여신 심사, 취약한 여신 포트폴리오 관리, 채무자의 신용 상태를 악화시키는 경제 환경 변화에 대한 대처 부족 등으로 신용 위험을 관리하는 데 실패하는 경우가 많았다. 은행은 자산 가격의 변동으로 인해 발생하는 시장 위험에 대한 노출 정도에 비해 기업이나 가계의 채무 불이행으로 오는 손실 규모가 훨씬 크기 때문이다. 이런한 이유 때문에 은행의 신용 위험 관리는 은행의 종합적인 위험 관리의 가장 중요한 부분일 뿐만 아니라 은행의 장기적인 발전과 성공을 이루는 데 필수적인 요소로 보고 있다.

## 신용 위험의 측정
신용 위험에서 측정하고자 하는 것 중에서 가장 기본적 것은 거래 상대방이 도산하지 않고 채무에 대해 정해진 시기에 제대로 윈리금을 지불할 능력을 측정하고 평가하는 것이다. 최근에는 금융공학의 발전에 의해 다양한 신용 위험 측정 방법이 선을 보이고 있으며 거래 상대방에 대해 개별적인 신용 위험 측정뿐만 아니라 전체 신용 포트폴리오에 대한 신용 위험을 측정을 위한 Value at Risk 기법도 개발되어 사용하고 있다.

### 각 거래 상대방의 신용 위험 측정 – 전통적인 방법
금융 기관들은 전통적으로 전문가 시스템, 신용등급평가 시스템 등을 사용하여 거래 상대방의 부도 위험을 평가하여 대출 여부를 결정하였고 이런한 전통적인 방법을 지금도 중요하게 사용하고 있다.

#### 전문가 시스템
일반적으로 금융 기관에서 대출을 실행할 때 지역 또는 지점의 여신 전문가가 여신을 제공을 결정하는 권한을 갖고 있다. 전문가 시스템은 거래 상대방에 관련한 신용 정보와 경제 지표들을 전문가가 경험과 지침에 따라 분석하여 거래 상대방의 신용을 평가하는 방법이다. 이러한 고전적인 신용 평가는 고도로 훈련된 전문가들의 주관적 판단에 주로 의존하게 된다.

#### 신용등급평가 시스템
종합평점법(Credit Scoring Method라고도 하며 거래 상대방이나 기업의 경영 상태, 예를 들어 자산 건전성, 부채 상환 능력 등)을 평가하여 여러 범주로 나누어 신용 등급을 매기는 방법이다. 대표적으로 미국의 통화조정국(Office of Comptroller of the Currency)의 “OCC 신용등급평가체계”가 있으며 지금까지 유효하게 활용되고 있다.

#### 신용평점 시스템
판별분석법(Multivariate Discriminant Method)이라고 하여 본질적으로 신용등급평가 시스템과 개념은 비슷하나 거래 상대방의 부도를 일으키는 핵심 요소들을 도출하여 통합하거나 가중하여 계량적인 점수로 나타내는 방법이다. 대표적으로 알트만(Altman 1968)의 Z-score모형과 이를 개선한 Zeta-Model이 있다.

### 새로운 신용 모형을 통한 신용 위험 측정 방법
전통적인 방법이 갖고 있는 한계점을 극복하고 국제적인 금융 질서와 변동에 적응하기 위해 금융 기관들은 신용 위험을 평가할 수 있는 새로운 신용 모형을 모색하기에 이르렀다. 최근에 10년사이에 발생한 국제 금융 위기, 장기적인 경기 침제로 인한 파산 증가, 금융 시장의 불안정성, 파생 상품 시장의 급격한 팽창 등이 기존 방법으로 대응하기 어려운 면이 대두되었다. 신용 위험을 측정하기 위해 필요한 기업의 재무 정보가 일년에 고작 1~4회 이내로 구할 수 있는 반면에 사장 리스크를 측정하기 위한 채권 가격과 수익률 등은 비교적 쉽게 구할 수 있어 기업 파산에 빠르게 대응하기가 어렵다는 정보 획득의 문제도 갖고 있다. 결국 금융 시장에서 이런 문제를 해결하기 위해 새로운 모형이 나타나게 되었다.

#### 위험 채권 가격 평가 모형 – 구조적 모형
미국의 경제학자 머튼은 은행이 여신을 실행하는 것은 거래 상대방의 자산에 대해 풋 옵션(Put Option)을 발행하는 것과 유사하다는 것에 주목하였다. 즉 기업의 순자산을 옵션으로 보는 일련의 가정에서 기업의 자본 구조를 모형화하는 것에 기초하고 있으며 기업 자산의 시장 가치가 부도 확률을 결정하는 핵심 요인라고 본다. 부도확률은 채권의 만기금액, 기업의 자산 가치, 자산가치 수익율의 표준편차, 무위험 수익율, 시장 포트폴리오 수익율의 표준편차, 시장 포트폴리오 수익율과 자산 수익율간의 상관관계 및 무위험 이자율의 배수에 의해서 결정된다.

#### 위험 채권 가격 평가 모형 - 축약형 모형
1980년대 이후 의학과 물리학에서 사용하던 위험률 모델링(Harzard rate Modeling) 기법을 도입하여 기업의 부도율을 구하기 시작했다. 이런한 경향에 맞추어 새로운 신용 모형들이 나오기 시작하였는데 구조적 모형고 달리 기업의 자본 구조를 모형화하지 않고 부도를 확률적으로 단순 사건으로 가정하며 부도의 복잡한 역학 관계를 단순한 형태로 축약시켜서 모형을 관측할 수 있는 시장 데이터에 잘 적합하도록 해주고 비차익 거래 가격 결정을 할 수 있도록 하기 때문에 "축약형" 모형이라고 부른다.

## 신용위험 측정의 역사
신용 위험은 역사상 금융위험 중 가장 오래된 위험이다. 누군가가 돈을 빌려 빚을 졌고 이 빚을 갚을 수 있는지 없는지를 따지는 것은 인류의 역사에서 재화와 노동의 대가를 주고 받기 시작할 때부터 생겼다고 생각할 수 있다. 금융 공학적인 관점에서 역사상 최초의 신용 모형은 구조적 방법론인 머턴(Merton)의 기본 모형(1974)이다.

### 1세대 모형
1세대 모형은 대개 1960년대와 1970년대에 개발되었는데 기존의 정적인 모형에서 벗어나 특정 변수들을 확률변수로 가정하여 이를 바탕한 확률분포를 통해 유가 증권을 평가한다.
- 블랙-숄츠의 옵션 모형(1973)
- 단일 요인 이자율 기간구조 모형
- Jamshidian의 채권 옵션 모형(1989)
- Trinomial Lattice-Based 아메리칸 옵션 모형

### 2세대 모형
1세대 모형을 약간 발전시켜 그대로 가져가면서 극대화하는 방안을 모색한다.
- 머튼의 위험채권 모형

### 3세대 모형
3세대 모형에서는 앞 세대 모형과 달리 2개 이상의 확률적 요인들이 있으며, 거래 상대방의 잠재적인 부도에 대하여 명시적인 가정을 하고 있고 관련된 상품의 가치 평가를 산출하는 과정에서 이런한 가정을 일관되게 유지한다.
- Jarrow-Turnbull 모형(1995)
- Jarrow-Lando-Turnbull 모형(1997)
- Duffie-Singleton 모형(1999)
- Shimo-Tejima-Van Deventer 모형(1999)
- Jarrow 모형 (2001)
- Jarrow-Chava 모형 (2001)

## 신용 위험량
신용 위험량은 신용 위험이 현실화될 때 발생하는 손실액으로 규정할 수 있다. 손실액은 두 가지로 나눌 수 있는데 기대손실(EL : Expected Loss)과 미기대손실(UL : Unexpected Loss)이 있다. 신용위험의 측정은 궁극적으로 신용자산의 손실 분포(Loss distribution)를 추정하는 문제이다. 신용자산 포트폴리오의 손실분포의 추정은 부도율(Probability of default), 신용노출액(Exposure), 거래 상대방간의 상관관계(Correlation), 부도시 회수율(Recovery rate) 등과 같은 기초 정보를 통해 산출하며 자산의 손실분포를 추정하면 신용 VaR를 구할 수 있으며 이를 이용해 비예상손실을 추정하여 위험 자본량을 산정할 수 있다.

### 기대손실
기대 손실은 거래 상대방이 부도가 나 채무를 이행할 수 없을 때 예상할 수 있는 손실 금액을 의미하여 이는 거래 상대방의 부도 확률과 부도시 회수율 그리고 부도시 신용위험노출액의 곱으로 공학에서 말하는 위험량과 유사하다. 금융 기관은 이 위험량을 통해 대손충당금을 설정한다.

### 부도 확률(probability of default)
신용 모형이 구하고자 하는 신용 위험량은 거래 상대방에 대한 부도율이다. 대부분의 신용 모형은 위험채권의 가격 결정모형을 통해 무위험 채권과 위험 채권 간의 수익률 차이인 신용 스프레드가 거래 상대방의 부도 경향을 반영하고 있다고 본다. 즉 위험 채권의 가치 평가는 이러한 신용 스프레드의 크기를 결정하는 것과 동일하다.. 신용 모형은 실제 채권 시장에서 관찰한 가격과 이론 가격의 차를 신용 스프레드로 보고 거래 상대방의 부도 확률을 추정한다.

### 신용VaR(value at risk)의 개념
신용 VaR는 자산이나 부채에 대해 정해진 기간 동안 정해진 신뢰 수준에 입을 수 있는 최대 손실을 말한다. 예를 들어 어떤 포트폴리오가 99% 신뢰 수준에서 신용 VaR 10억원이라는 의미는 앞으로 1년 동안 거래 상대방의 신용 등급 하락이나 부도에 의해 발생할 수 손실액이 100번에 1번 정도는 10억원에 다다를 수 있다는 뜻이다. 관행적으로 기업의 부도률에 1년 내 부도확률을 사용하기 때문에 시장 VaR와는 달리 1년 VaR를 사용한다.
일반적으로 거래 상대방의 부도를 고려한 자산 분포는 시장 VaR(Market VaR)와 달리 자산분포가 정규분포를 따르지 않는다. 부도는 자주 발생하는 사건이 아니지만 한 번 발생하면 손실이 크기 때문에 대개 기업의 부도 확률을 감안한 자산 분포는 손실 쪽으로 긴 꾜리를 가지며 평균을 중심으로 좌우 대칭이 아니므로 단순히 평균이나 표준 편차로 신용 VaR을 구하는 방법은 많은 오차가 있을 수밖에 없다. 대부분 시뮬레이션 기법을 통해 자산 분포를 추정하여 주어진 유의 수준에 따라 신용 VaR를 구한다.

### 미예상손실(unexpected loss)의 산출
미예상손실은 미래의 기대가치에 벗어난 잠재적인 손실을 의미하며 정의된 비예상손실의 측정은 VaR를 측정함으로써 추정할 수 있다. 미예상손실은 예상손실과 VaR의 차이이다. 결국 미예상손실은 위험자본량이며 금융 기관은 이 위험량을 통해 자본금을 설정하여 국제결제은행(BIS)의 결제 기준을 만족시켜야 한다.

## 참고 문헌
- 금융감독원, "신용리스크 따라잡기"
- 이동주, "보이지 않는 돈 신용"
- Saunders, 오세경, KPMG리스크관리컨설팅팀 공역, "신용위험측정", 경문사
- Donald R.Van Deventer & Kenji Imai, 장헌진 이윤모 엄권열 공역, "신용리스크 모형 및 신바젤 협약", 2006, 야스미디어
- 이승철, "수학과 현대금융사회", 2006, 교우사, ISBN 89-8172-222-0 {{isbn}}의 변수 오류: 유효하지 않은 ISBN.

## 같이 보기
- 위험관리
- 주문
  - 손절매